# Qatar Open 2025 - Qualificazioni singolare
Le qualificazioni del singolare del Qatar Open 2025 sono un torneo di tennis preliminare per accedere alla fase finale della manifestazione. I vincitori dell'ultimo turno sono entrati di diritto nel tabellone principale. In caso di ritiro di uno o più giocatori aventi diritto a questi sono subentrati i lucky loser, ossia i giocatori che hanno perso nell'ultimo turno ma che avevano una classifica più alta rispetto agli altri partecipanti che avevano comunque perso nel turno finale.

## Teste di serie
1. Quentin Halys (qualificato)
2. Christopher O'Connell (qualificato)
3. Luca Nardi (qualificato)
4. Botic van de Zandschulp (qualificato)

1. Otto Virtanen (ultimo turno)
2. Arthur Cazaux (primo turno)
3. Pavel Kotov (ultimo turno)
4. Michail Kukuškin (ultimo turno)

## Qualificati
1. Quentin Halys
2. Christopher O'Connell

1. Luca Nardi
2. Botic van de Zandschulp

## Tabellone

### Legenda
| - Q = Qualificato - WC = Wild card - LL = Lucky loser | - ALT = Alternate - SE = Special Exempt - PR = Protected Ranking | - w/o = Walkover - r = Ritirato - d = Squalificato |

### Sezione 1
|  | Primo turno | Primo turno        | Primo turno        | Primo turno | Primo turno |  |  | Ultimo turno | Ultimo turno  | Ultimo turno | Ultimo turno | Ultimo turno |  |
|  |             |                    |                    |             |             |  |  |              |               |              |              |              |  |
|  | 1           | Quentin Halys      | Quentin Halys      | 6           | 6           |  |  |              |               |              |              |              |  |
|  | WC          | Mubarak Al-Harrasi | Mubarak Al-Harrasi | 4           | 2           |  |  | 1            | Quentin Halys | 7            | 1            | 6            |  |
|  |             | Stan Wawrinka      | Stan Wawrinka      | 7           | 6           |  |  |              | Stan Wawrinka | 6            | 6            | 3            |  |
|  | 6           | Arthur Cazaux      | Arthur Cazaux      | 63          | 3           |  |  |              |               |              |              |              |  |

### Sezione 2
|  | Primo turno | Primo turno           | Primo turno | Primo turno | Primo turno |  |  | Ultimo turno | Ultimo turno          | Ultimo turno          | Ultimo turno | Ultimo turno |  |
|  |             |                       |             |             |             |  |  |              |                       |                       |              |              |  |
|  | 2           | Christopher O'Connell | 63          | 7           | 6           |  |  |              |                       |                       |              |              |  |
|  | PR          | Yosuke Watanuki       | 7           | 64          | 3           |  |  | 2            | Christopher O'Connell | Christopher O'Connell | 6            | 6            |  |
|  |             | Jozef Kovalík         | 5           | 6           | 4           |  |  | 7            | Pavel Kotov           | Pavel Kotov           | 4            | 2            |  |
|  | 7           | Pavel Kotov           | 7           | 4           | 6           |  |  |              |                       |                       |              |              |  |

### Sezione 3
|  | Primo turno | Primo turno       | Primo turno       | Primo turno | Primo turno |  |  | Ultimo turno | Ultimo turno     | Ultimo turno     | Ultimo turno | Ultimo turno |  |
|  |             |                   |                   |             |             |  |  |              |                  |                  |              |              |  |
|  | 3           | Luca Nardi        | Luca Nardi        | 6           | 6           |  |  |              |                  |                  |              |              |  |
|  |             | Yasutaka Uchiyama | Yasutaka Uchiyama | 4           | 4           |  |  | 3            | Luca Nardi       | Luca Nardi       | 6            | 6            |  |
|  | WC          | Daniel Mérida     | Daniel Mérida     | 2           | 4           |  |  | 8            | Michail Kukuškin | Michail Kukuškin | 4            | 4            |  |
|  | 8           | Michail Kukuškin  | Michail Kukuškin  | 6           | 6           |  |  |              |                  |                  |              |              |  |

### Sezione 4
|  | Primo turno | Primo turno             | Primo turno             | Primo turno | Primo turno |  |  | Ultimo turno | Ultimo turno            | Ultimo turno            | Ultimo turno | Ultimo turno |  |
|  |             |                         |                         |             |             |  |  |              |                         |                         |              |              |  |
|  | 4           | Botic van de Zandschulp | Botic van de Zandschulp | 6           | 2           |  |  |              |                         |                         |              |              |  |
|  | WC          | Ergi Kırkın             | Ergi Kırkın             | 1           | 1r          |  |  | 4            | Botic van de Zandschulp | Botic van de Zandschulp | 6            | 6            |  |
|  |             | Térence Atmane          | Térence Atmane          | 4           | 5           |  |  | 5            | Otto Virtanen           | Otto Virtanen           | 1            | 4            |  |
|  | 5           | Otto Virtanen           | Otto Virtanen           | 6           | 7           |  |  |              |                         |                         |              |              |  |